# Official Girl
"Official Girl" – piosenka R&B stworzona przez Nate'a Hillsa, Candice Nelson, Ezekiela Lewisa, Balewa Muhammada i Dwayne'a Cartera na drugi album studyjny Cassie, Electro Love (2009). Wyprodukowany przez Danję oraz zawierający gościnny wokal rapera Lil' Wayne'a, utwór wydany został jako pierwszy singel promujący krążek dnia 5 sierpnia 2008 jedynie w formacie digital download.

## Informacje o singlu
"Official Girl" miał swoją premierę na oficjalnym profilu MySpace artystki. Wraz z udostępnieniem utworu na stronie ukazało się oświadczenie, iż kompozycja jest oficjalnym singlem promującym nadchodzący album wokalistki. Singel ukazał się w wersji digital download dnia 5 sierpnia 2008, wyłącznie za pośrednictwem amerykańskiej witryny internetowej iTunes Store.

## Teledysk
Teledysk do singla reżyserował Chris Robinson. Cassie wyznała, że jej choreografia w klipie prezentuje wyższy poziom, zaś ona sama "nigdy nie widziała siebie tak tańczącej".
W videoclipie gościnny udział wziął Lil' Wayne.
Premiera klipu odbyła się dnia 22 sierpnia 2008 w programie FNMTV stacji MTV.